# Aprilia RSV Mille
Die Aprilia RSV Mille war der erste 1000-cm³-Supersportler des Herstellers aus Noale. Sie hat einen Brückenrahmen aus Aluminium, eine Aluminiumhinterradschwinge und eine Upside-down-Gabel am Vorderrad.
Der Motor mit Trockensumpfschmierung stammt von Rotax aus Österreich.
Besonders gelobt wurde die Fahrdynamik, das Handling, die Motorzuverlässigkeit und dass bei regelmäßiger Wartung hohe Kilometerleistungen erreicht werden konnten. Die Verarbeitungsqualität konnte als sehr hochwertig bezeichnet werden.
Jedoch gab es schwerwiegende Probleme bei der Versorgung mit Ersatzteilen, besonders nach der Übernahme durch Piaggio.
Ab 2000 bot Aprilia gegen Aufpreis (ca. 3500 Euro) eine R-Version mit einem Gewicht von 211 kg (fahrfertig) an. Sie hatte Schmiederäder von OZ, Teile aus kohlenstofffaserverstärktem Kunststoff und Federn und Stoßdämpfer von Öhlins.
Im Jahre 2000 erreichte der Australier Troy Corser auf der RSV1000 Mille den 3. Platz in der Superbike-WM mit fünf Siegen und 310 Punkten. Ihm gelang auf Phillip Island 2000 im zweiten Rennen von der Poleposition aus der erste Sieg für Aprilia in dieser Klasse.